# Computeragressie
Computeragressie is het fenomeen waarbij computergebruikers kwaad en agressief zijn tegenover hun computer en bijhorende randapparatuur. Behalve als uiting van frustratie zou het volgens sommige onderzoekers veroorzaakt kunnen worden doordat de gebruikers de interactie met hun computer zo intensief ervaren dat ze ertegen reageren als tegen een levend wezen.
Uit onderzoek van Marleen Brinks, een Nederlandse sociologe en psychologe, blijkt dat twee derde van de computergebruikers schreeuwt tegen zijn personal computer. Van alle gebruikers heeft 30% weleens met zijn muis gegooid, 1,5% heeft de pc ooit van het bureau geduwd en 11% gaf aan het gevoel te hebben dat de computer expres crasht om hen te pesten.
De oorzaak van computeragressie kan velerlei zijn. Sommige gebruikers denken dat zijzelf iets verkeerd doen maar dat hoeft niet altijd het geval te zijn. Daarnaast kennen veel computergebruikers niet de precieze technische opbouw en de vele softwarelagen van een computer, waardoor het nauwelijks mogelijk is om zelf een fout op te lossen. De uitspraak: "hij doet het niet" wordt dan veel gehoord. De oorzaken ingedeeld:
Er is een probleem met de software.
Softwareproblemen komen regelmatig voor. Dit kan in het besturingssysteem zijn, of in een applicatieprogramma, of in een webpagina van het internet. Het meest voorkomende probleem is dat iemand lange tijd bezig is, maar alles kwijt raakt doordat het werk niet opgeslagen is en de computer crasht. Ook bij het toevoegen van apparaten aan de computer moeten vaak programma's (zoals stuurprogramma's) geïnstalleerd worden. De stuurprogramma's van verschillende fabrikanten werken niet altijd goed samen.
De computergebruiker doet zelf iets verkeerd.
Een gebruiker kan bijvoorbeeld een bepaalde functie van het programma niet vinden, of drukt uit gewoonte op een toets die in een nieuw programma een andere functie heeft gekregen. Wanneer een onervaren gebruiker een instelling van het besturingssysteem wijzigt, kan dit verstrekkende gevolgen hebben.
De computer heeft hardwareproblemen.
Er is iets toegevoegd, dat niet goed met de computer of met andere hardware samenwerkt. Een defecte harde schijf of een beeldscherm dat het niet goed doet kan problemen opleveren, maar ook een stekkertje dat niet goed zit. Wanneer een instelling in het BIOS niet goed is, kan de computer onbetrouwbaar worden.
Er is een probleem met een randapparaat.
Bij printers kunnen de inktpatronen verstopt zitten, of de verbinding met de computer is niet goed.